# Ангулем (футбольный клуб)
«Ангулем-Шаранта» — французский футбольный клуб из одноимённого города, в настоящий момент существует в качестве любительского клуба, и выступает в одной из низших региональных лиг. Клуб основан в 1920 году, домашние матчи проводит на арене «Стад Лебон», вмещающей 6500 зрителей. В начале 1970-х годов «Ангулем» играл в Лиге 1, высшем французском дивизионе. Всего в высшем дивизионе «Ангулем» провёл три сезона, последним из которых стал сезон 1971/72. Лучший результат клуба в чемпионатах Франции — четвёртое место в сезоне 1969/70. Этот успех позволил «Ангулему» принять участие в Кубке ярмарок.

## Выступление в еврокубках
| Сезон   | Турнир        | Раунд     | Страна          | Клуб                 | Дома | В гостях |
| ------- | ------------- | --------- | --------------- | -------------------- | ---- | -------- |
| 1970/71 | Кубок ярмарок | 1-й раунд | Флаг Португалии | Витория (Гимайрайнш) | 3:1  | 0:3      |